# 阿波羅Project EVO
阿波羅Project EVO，也稱為Apollo EVO，是一款由德國汽車製造商 阿波羅汽車有限责任公司製造的中置引擎超级跑車，由阿波羅汽車設計師黃祖榮所設計。阿波羅Project EVO是阿波羅Intensa Emozione的賽道專用版本以及後繼版本。
阿波羅Project EVO初次登場是在中國上海舉行的2021年國際進口博覽會（CIIE）上與阿波羅Arrow概念車一同展示，於2022年開始生產。目前僅有一輛原型車，總共將生產10輛非原型車。

## 規格

### 設計
阿波羅Project EVO由阿波羅Intensa Emozione和阿波羅Arrow 的設計師黃祖榮所設計。阿波羅汽車表示，阿波羅Project EVO採用碳纖維單體殼底盤，並配備主動空氣動力學設計，如電子可調後擾流板和空氣尾翼。
配備了全方位的主動空氣動力學設計，包括大型可伸縮和可調節的後擾流板、空氣穩定器和從側面清晰可見的三角形進氣口。內裝幾乎完全是橙色和黑色（與外觀相匹配），並帶有一些白色裝飾，例如方向盤內側、通風口和按鈕。儀表板上設有3個螢幕，位於方向盤正上方。
阿波羅Project EVO的燈光特徵呈X形，與布加迪Bolide很相似。

### 性能
阿波羅Project EVO採用與阿波羅Intensa Emozione相同源自法拉利的6.3升F140EV12发动机，由Autotecnica Motori和HWA AG開發。

## 生產
預計將生產10輛阿波羅Project EVO （尚未确认），目前只有1輛原型車。根据阿波罗官方员工的说法，這款車的售價將在250萬歐元左右。每辆原型车的制造耗时约 1200 小时，喷漆耗时约 600 小时。
这款车旨在作为赛道车使用；不过，在某些国家/地区，它有可能被合法上路。